# تعليم تشارلز داروين
تعليم تشارلز داروين منحه أساسًا في عقيدة الخليقة السائدة في جميع أنحاء الغرب في ذلك الوقت، بالإضافة إلى معرفة الطب واللاهوت. الأهم من ذلك، أنه أدى إلى اهتمامه بالتاريخ الطبيعي، والذي توج بمشاركته في الرحلة الثانية لسفينة بيغل ونشأة نظريته في الاصطفاء الطبيعي. على الرغم من أن داروين غيّر مجال اهتمامه عدة مرات في هذه السنوات التكوينية، لكن العديد من اكتشافاته ومعتقداته اللاحقة أنذرت بتأثيراته عندما كان شابًا.

## الخلفية والتأثيرات
نشأ تشارلز روبرت داروين، وهو طفل في أوائل القرن التاسع عشر، في حقبة محافظة عندما أدى قمع الراديكالية الثورية إلى هجر عصر التنوير في القرن الثامن عشر. هيمنت كنيسة إنجلترا على المؤسسة العلمية الإنجليزية. رأت الكنيسة أن التاريخ الطبيعي يكشف عن خطة الله الأساسية ويدعم التسلسل الهرمي الاجتماعي القائم. رفض فلاسفة التنوير مثل ديفيد هيوم ذلك، ودافع عن المذهب الطبيعي وضد الألوهية.
فُسر اكتشاف أحافير الأنواع المنقرضة من خلال نظريات مثل نظرية الكارثة. ادعت الكارثة أن الحيوانات والنباتات أبيدت دوريًا نتيجة للكوارث الطبيعية ثم استبدِلت بأنواع جديدة خلقت من العدم (من لا شيء). أمكن بعد ذلك مراقبة الكائنات المنقرضة في سجل الحفريات، واعتبِرت بدائلها ثابتة.
كانت عائلة داروين الممتدة من آل داروين وآل ويدجوود موحِدة بقوة. أحد أجداد داروين، إراسموس داروين، كان طبيبًا ناجحًا، وتبعه في ذلك أبناؤه تشارلز داروين، الذي توفي عام 1778 بينما كان ما يزال طالبًا واعدًا في كلية الطب بجامعة إدنبرة، والدكتور روبرت وارنغ داروين، والد داروين، الذي سمى ابنه تشارلز روبرت داروين، تكريمًا لأخيه المتوفى.
كان إراسموس مفكرًا حرًا افترض أن جميع الحيوانات ذوات الدم الحار نشأت من «خيوط» حية واحدة منذ زمن بعيد. عرض فكرة التطور من خلال الخصائص المكتسبة، متوقعًا النظرية التي طورها لاحقًا جان بابتيست لامارك. على الرغم من أن تشارلز ولد بعد وفاة جده إراسموس، وجد والده روبرت النصوص دليلًا طبيًا لا يقدر بثمن وقرأها تشارلز عندما كان طالبًا. تبع الدكتور روبرت أيضًا إراسموس في كونه مفكرًا حرًا، ولكن باعتباره طبيب مجتمع ثري كان أكثر تحفظًا وحضر كنيسة إنجلترا التي رعاها عملاؤه.

## جامعة إدنبرة
في أكتوبر 1825، ذهب داروين إلى جامعة إدنبرة لدراسة الطب، برفقة إيراس أثناء دراسته الخارجية في المستشفى. لبضعة أيام، أثناء البحث عن غرف للإيجار، مكث الأخان في فندق ستار في شارع برنسز. توليا مقدمة لصديق والدهم، الدكتور هاولي، الذي قادهم في نزهة حول المدينة. لقد أعجبوا به بشدة؛ اعتقد داروين أن شارع بريدج «غير عادي» لأنه عند النظر إلى الجوانب، «بدلًا من النهر الجيد، رأينا تيارًا من الناس». وجد الأخان مساكن مريحة بالقرب من الجامعة في 11 شارع لوثيان، في 22 أكتوبر وقع تشارلز كتاب الالتحاق بالجامعة، والتحق بالمقررات. انتقلوا في ذلك المساء.
حضر داروين الدروس منذ بدايتها في 26 أكتوبر. بحلول أوائل يناير، كان قد شكل آراء حول المحاضرين، واشتكى من أن معظمهم كانوا مملين. درّس أندرو دنكان، الأصغر، علم التغذية والصيدلة والمواد الطبية. اعتقد داروين أن الأخير غبي، وقال إن دنكان كان «متعلمًا جدًا لدرجة أن حكمته لم تترك مجالًا لإحساسه». بدأت محاضراته في الساعة الثامنة صباحًا -بعد سنوات، تذكر داروين «ساعة كاملة، وباردة، دون وجبة فطور والمحاضرة عن خصائص الراوند!»، لكنهم قدموا له بشكل مفيد نظام التصنيف الطبيعي لأوغستان بيرام دو كندول، الذي أكد على «الحرب» بين الأنواع المتنافسة.
ابتداءً من الساعة 10 صباحًا، استمتع الأخان كثيرًا بمحاضرات الكيمياء المذهلة لتوماس تشارلز هوب، لكنهما لم ينضما إلى مجتمع طلابي يقدم خبرة عملية. بدأت فصول علم التشريح والجراحة ظهرًا، وشعر داروين بالاشمئزاز من محاضرات التشريح الباهتة والتي عفا عليها الزمن للبروفيسور ألكسندر مونرو تيرتيوس، وذهب العديد من الطلاب بدلًا من ذلك إلى مدارس خاصة مستقلة، مع أفكار جديدة للتدريس عن طريق تشريح الجثث (إعطاء تجارة سرية لاستلاب الجثث) -ذهب شقيقه إلى «المحاضر الرائع»، الجراح جون ليزارس. ندم داروين لاحقًا على فشله في المثابرة وتعلم التشريح. كانت المدينة في حالة صخب بسبب الخلافات السياسية والدينية، والنظام التنافسي، فقد اعتمد الأساتذة على الرسوم الطلابية لتأمين دخلهم وهذا يعني أن الجامعة كانت ممزقة بالخلافات والصراعات الجدلية. تضمنت محاضرات مونرو معارضة شديدة لأفكار جورج كومب المادية الجريئة لعلم فراسة الدماغ، لكن داروين وجد «محاضراته حول علم التشريح البشري مملة، كما كان هو نفسه مملًا، وقد أثار الموضوع اشمئزازي». في النهاية، في رأي داروين، «لم تكن هناك مزايا وعيوب كثيرة في المحاضرات مقارنة بالقراءة».
حضر داروين بانتظام الأجنحة السريرية في المستشفى على الرغم من ضيقه الشديد بشأن بعض الحالات، لكنه لم يستطع تحمل حضور العمليات الجراحية إلا مرتين، وذهب بعيدًا قبل اكتمالها بسبب حزنه من وحشية الجراحة قبل التخدير. لطالما طاردته الذكرى، ولا سيما فيما يتعلق بإجراء عملية جراحية لطفل.
في نهاية شهر يناير، كتب داروين إلى أهله «إننا مشتتون للغاية»، بعد أن تناول العشاء مع الدكتور هاولي ثم ذهب إلى المسرح مع أحد أقارب عالم النبات روبرت كاي جريفيل. زاروا «الدكتور دنكان العجوز»، الذي تحدث بمودة عن تلميذه وصديقه تشارلز داروين (عم داروين) الذي توفي عام 1778. كتب داروين «يا له من رجل عجوز غير عادي، تجاوز الآن الثمانين من عمره، ويواصل إلقاء المحاضرات»، على الرغم من أن الدكتور هاولي اعتقد أن دنكان الآن فاشل. أضاف داروين: «سوف أتعلم التحنيط، من الزنجي.. إنه يتقاضى جنيهًا واحدًا فقط، لكل ساعة كل يوم لمدة شهرين».  كانت هذه الدروس في التحنيط مع العبد الأسود المحرّر جون إدمونستون، الذي عاش أيضًا في شارع لوثيان. غالبًا ما جلس داروين معه لسماع حكايات عن غابة غيانا المطيرة في أمريكا الجنوبية، وذكره لاحقًا على أنه «رجل لطيف للغاية وذكي».
بقي الأخان على وفاق، واستغلوا المكتبة على نطاق واسع. تضمنت قراءة داروين الروايات وسيرة حياة جونسون لكاتبها بوزويل. كان قد أحضر معه كتب التاريخ الطبيعي، بما في ذلك نسخة من «رفيق الطبيعة» لجورج جريفز، اشتراها في أغسطس تحسبًا لرؤية شاطئ البحر. استعار كتبًا مماثلة من المكتبة، وقرأ لفليمينغ في فلسفة علم الحيوان.
ذهب الأخان في جولات مشي منتظمة يوم الأحد إلى ميناء ليث البحري وشواطئ خور فورث. احتفظ داروين بمذكرات سجل فيها ملاحظاته عن الطيور، واكتشافاتهم على شاطئ البحر، والتي بدأت بفأر البحر (أفروديتا أكولياتا) الذي أمسك به في 2 فبراير، وتعرف عليه من نسخته في كتاب الحيوانات البريطانية لويليام تورتون. بعد بضعة أيام، لاحظ داروين أن «إراسموس اصطاد سمكة الحبار»، متسائلًا عما إذا كانت «سيبيا لوليغو»، ثم حددها من كتبه المدرسية على أنها لوليغو ساجيتاتا (السَّبيدج). بعد بضعة أيام، عاد داروين بحوض واصطاد حيوانًا نباتيًا برتقاليًا كرويًا، ثم بعد العواصف في بداية شهر مارس رأى الشاطئ «مغطى فعليًا بأسماك الحبار». لقد لمسهم فنفثوا الحبر وسبحوا بعيدًا، ووجدوا أيضًا نجم بحر متضرر بدأ في إعادة نمو أذرعه. أكمل إيراس دراسته الخارجية في المستشفى، وعاد إلى شروزبري، ووجد داروين حيوانات نباتية أخرى، وعلى الشاطئ «بين ليث وبورتوبيلو»، اصطاد المزيد من فئران البحر التي «عندما ألقيت في البحر تدحرجت مثل القنافذ».